# 鼻曲山
鼻曲山（はなまがりやま）は、群馬県高崎市、吾妻郡長野原町および長野県北佐久郡軽井沢町との境界にある山である。信州百名山とぐんま百名山に選ばれている。

## 登山
二度上峠から氷妻山を経て登るルートと、軽井沢町の国境平、及び長日向から登る乙女コース、安中市の旧碓氷峠付近から留夫山を経て登るルート、十六曲峠からのルートがある。山頂に三角点はない。

## 周辺
- 霧積温泉
- 氷妻山
- 子持山
- 北陸新幹線碓氷峠トンネル
- 太平洋クラブ軽井沢ゴルフ場